# Бактигалі Кенжегулов
Бактигалі Кенжегулов (каз. Бақтығали Кенжеғұлов, 1908, аул Карасамар, Туркестанський край, Російська імперія — 1996, Уральськ, Казахстан) — колгоспник, Герой Соціалістичної Праці (1948).

## Біографія
Народився в 1908 році в аулі Карасамар. У 1920 році вступив у колгосп «Бірлік», де працював завідувачем складом. Пізніше працював на керівній посаді в колгоспах Джангалинського і Фурмановського районів. З 1942 по 1944 рік брав участь у Другій світовій війні. Після демобілізації працював з 1944 року зоотехніком у колгоспі «Новий шлях». З 1947 року по 1952 рік - голова колгоспу імені Ворошилова. З 1953 року по 1963 рік - голова виконкому Айдарханської районної ради. У 1965 році вийшов на пенсію.
У 1947 році завдяки діяльності Бактигалі Кенжегулова поголів'я овець у колгоспі імені Ворошилова збільшилося на 25 %, а великої рогатої худоби — на 32 %. Колгосп імені Ворошилова виконав п'ятирічний план за три роки. За цю доблесну трудову діяльність Бактигалі Кенжегулов удостоєний в 1948 році звання Героя Соціалістичної Праці.

## Нагороди
- Герой Соціалістичної Праці — Указом Президії Верховної Ради від 23 липня 1948 року.
- Орден Леніна (1948);